# Scopula polystigmaria
Scopula polystigmaria là một loài bướm đêm trong họ Geometridae.